# Mark Rakita
Mark Semenovitj Rakita (ryska: Марк Семенович Ракита), född den 22 juli 1938 i Moskva, Ryssland, är en sovjetisk fäktare.
Han tog OS-silver i herrarnas lagtävling i sabel i samband med de olympiska fäktningstävlingarna 1972 i München.